# Renneville (Alta Garonna)
Renneville è un comune francese di 493 abitanti situato nel dipartimento dell'Alta Garonna nella regione dell'Occitania.

## Società

### Evoluzione demografica
Abitanti censiti